# Kralj
Kralj (lat. rex) je vladar u državnom uređenju koje se zove kraljevstvo ili kraljevina. Najčešće je nasljedni vladar iz određene vladarske dinastije, no postojali su i izborni kraljevi (primjerice u Poljskoj) ili de iure izborna kraljevstva (Hrvatsko-ugarsko Kraljevstvo do Pragmatičke sankcije). Titula kralja je po hijerarhiji odmah ispod carske i iznad vojvodske ili nadvojvodske titule.

## Etimologija
Hrvatskom nazivu titule kralj odgovara latinski naziv rex. Riječ poznaju svi slavenski jezici: hrvatski, srpski, bošnjački i slovenski kralj, ruski коpоль, češki, slovački král, bugarski, makedonski кpaл, poljski król. Od Slavena su naziv preuzeli Mađari (király), bizantski pisci (ϰράλης), Albanci (kral) i Turci (kral). Riječ vjerojatno potječe od osobnog imena franačkoga kralja i kasnijega rimskog cara Karla I. Velikoga (768. – 814.). Prvotni je slavenski oblik riječi po mišljenju mnogih slavista korl ili korlj.

## Prenošenje vlasti
Za razliku od većine današnjih državnih uređenja u kojima se ljudi koji vode i upravljaju državom biraju, kraljevska titula obično je nasljedna (prenosi se krvnim srodstvom). Postojala su dva načela nasljeđivanja kraljevske krune: načelo primogeniture kod kojeg najstariji sin nasljeđuje oca, i načelo seniorata, kod kojeg mlađi brat nasljeđuje starijeg.

## Vrste kraljevina
- Apsolutna monarhija
- Ustavna monarhija

## Poveznice
- Hrvatski kraljevi

## Vanjske poveznice
- Kralj Hrvatska enciklopedija